# Pterotister nevermanni
Pterotister nevermanni är en skalbaggsart som beskrevs av August Reichensperger 1939. Pterotister nevermanni ingår i släktet Pterotister och familjen stumpbaggar. Inga underarter finns listade i Catalogue of Life.